# Lijst van burgemeesters van Beër Sjeva
Dit is een lijst van burgemeesters van Beër Sjeva, een stad in het zuiden van Israël.
- David Tuviahu: 1950-1961
- Zeev Zrizi: 1961-1963
- Eliyahu Navi: 1963-1986
- Moshe Zilberman: 1986-1989
- Itzhak Rager (Ijo): 1989-1997
- David Bunfeld: 1997-1998
- Yaacov Turner: 1998-2008
- Rubik Danilovich: 2008-heden

Asjdod · 
Bat Yam · 
Beër Sjeva · 
Eilat · 
Haifa · 
Holon · 
Jeruzalem · 
Petach Tikwa · 
Risjon Letsion · 
Tel Aviv